# Ponte do Grande Belt
Ponte do Grande Belt é uma ponte suspensa parte da rede rodoferroviária dinamarquesa que conecta as ilhas Zelândia e Fiónia atravessando o Grande Belt. A Ponte do Grande Belt, como também é conhecida, possui o terceiro maior vão livre do mundo com 1 600 metros. A manutenção é feita somente com os fundos retirados dos pedágios.

## História
As idéias para a construção de uma estrutura conectando essas ilhas surgiram no ano de 1850 e se sucederam nas décadas seguintes. Em 1934 o governo dinamarquês mostrou interesse na construção da tal ponte e em 1948 o Ministério dos Transportes (Transportministeriet) começou a estudar as condições para iniciar as obras no estreito.
A primeira lei autorizando a construção foi promulgada em 1973, mas o projeto só ganhou destaque novamente em 1978 e depois em 1986, sendo aprovada oficialmente em 1987.
As obras tiveram início em 1988. Em 1991 o governo da Finlândia recorreu ao Tribunal Internacional de Justiça interrompendo a construção e alegando que a ponte prejudicaria o tráfego de embarcações no estreito. A Dinamarca e a Finlândia negociaram cerca de 90 milhões de coroas dinamarquesas para que o governo finlandês retirasse a queixa e a construção fosse finalmente finalizada.